# Lucius Tarquinius Priscus

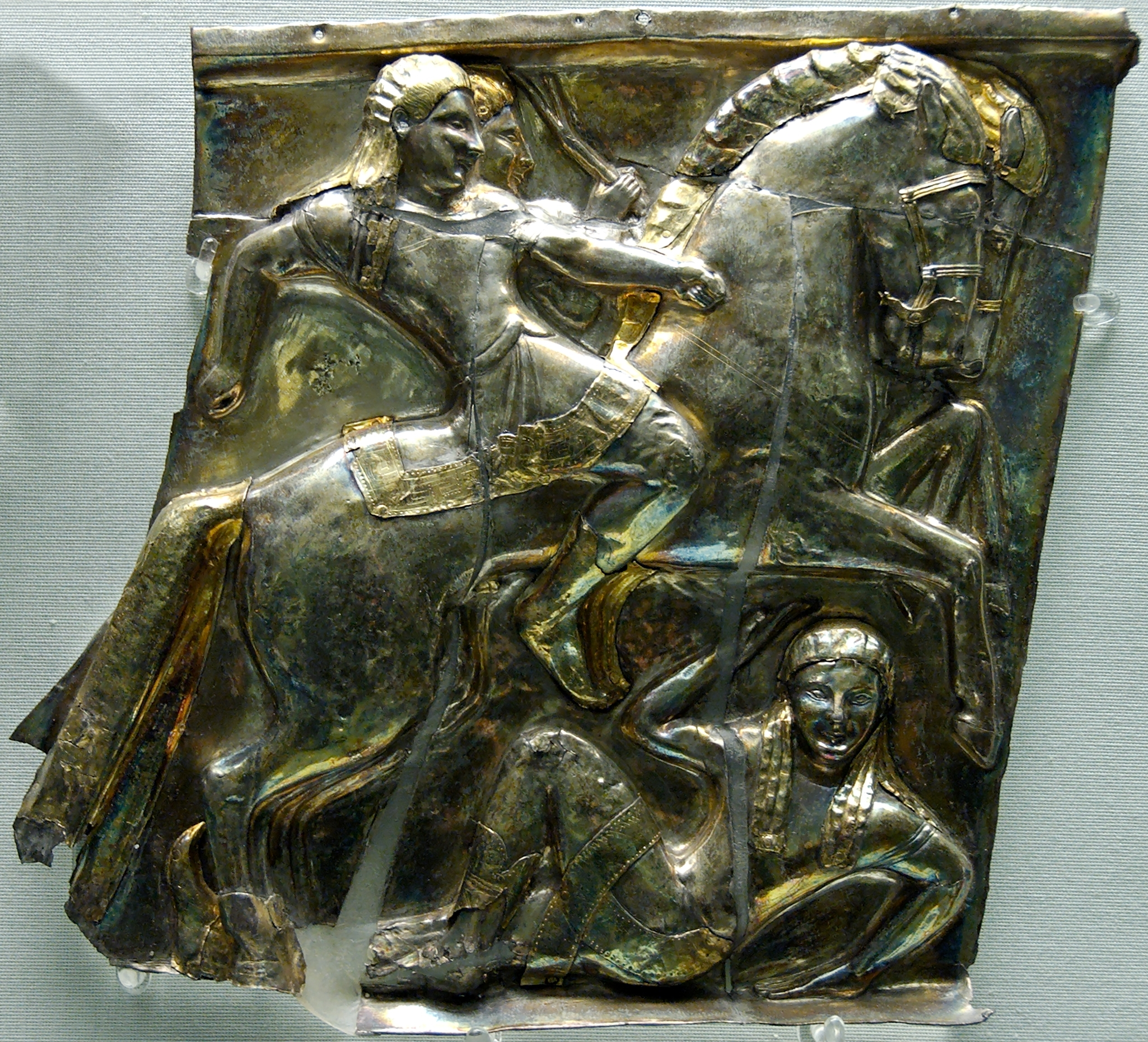
Etruskische Reiter 540–520 v. Chr.

Lucius Tarquinius Priscus stammte der Sage nach aus der Familie der Tarquinier und soll der fünfte römische König gewesen sein. Er regierte angeblich von 616 v. Chr. bis 578 v. Chr.

## Legende
Lucius Tarquinius Priscus, oftmals auch Tarquinius der Ältere genannt, stammte laut Titus Livius aus der etruskischen Stadt Tarquinii und hieß ursprünglich Lucumo. Das Wort bedeutet in der etruskischen Sprache der Erlauchte oder auch der Leuchtende. Der Erzählung nach war er sehr reich und hatte sich mit seiner Frau Tanaquil in Rom angesiedelt, da ihm in seiner Heimatstadt der Zugang zu Ämtern und Würden der Stadt verwehrt war. Der Grund lag in der Herkunft seines Vaters Demaratos, der aus der griechischen Stadt Korinth stammte und der damit nicht zu den eingesessenen etruskischen Familien gehörte. In Rom dagegen waren die Adelsfamilien jung und Leistung wurde belohnt.
Bei der Ankunft in der Stadt auf einem Wagen sitzend, griff sich auf dem Ianiculumhügel ein Adler seine Filzkappe  und setzte sie ihm wieder auf. Tanaquil, die mit himmlischen Zeichen vertraut gewesen sein soll, deutete das Ereignis als Omen für eine große Zukunft.
In Rom gelangte er durch Großzügigkeit und Geschicklichkeit zu großem Ansehen. Selbst König Ancus Marcius wurde auf ihn aufmerksam und ernannte ihn zum Vormund seiner Söhne. Nach dem Tod von Ancus Marcius konnte Tarquinius Priscus die Volksversammlung durch einen geschickten Schachzug, indem er die Söhne kurz vor dem Wahltermin auf die Jagd schickte, davon überzeugen, dass man ihn zum König wählte.
Seine militärischen Fähigkeiten stellte er bei einem Angriff der Sabiner unter Beweis. Die für Rom gefährliche Streitmacht wurde besiegt und unterworfen. Ebenfalls besiegte er die Latiner und eroberte die Städte Corniculum, Ficulea, Cameria, Crustumerium, Americola, Medullia und Nomentum. Nach jedem seiner Kriege, die immer erfolgreich verliefen, brachte er reiche Beute nach Rom. Tarquinius Priscus verdoppelte die Größe der Zenturien auf 1800 Reiter. Den Senat ergänzte er um weitere einhundert Mitglieder aus Angehörigen aller Stände.
In Friedenszeiten kümmerte er sich um die Stadtbefestigungen und den Ausbau der Stadt. Er ließ als erster den Platz für den Circus abstecken, der später Circus Maximus hieß, und veranstaltete dort Pferderennen und Faustkämpfe nach seinem Sieg gegen die Latiner. Nach einer großen Überschwemmung wurden die feuchten Niederungen Roms durch Kanäle, die Anfänge der Cloaca Maxima, entwässert und trockengelegt. Als letzte Großtat begann er auf Grund eines Gelübdes im Krieg gegen die Sabiner mit dem Bau eines Tempels zu Ehren des Iuppiter Optimus Maximus auf dem Kapitol.
Mittlerweile waren die Söhne seines Vorgängers Ancus Marcius längst erwachsen und der Meinung, der Thron stünde ihnen zu. Deshalb ließen sie Tarquinius Priscus nach 38 Regierungsjahren durch zwei Hirten mit einer Axt ermorden. Dank der klugen Voraussicht der Königin Tanaquil wurden aber nicht die Königsmörder, sondern Tarquinius Priscus’ Schwiegersohn Servius Tullius zum Nachfolger gewählt.
Der Asteroid (13653) Priscus wurde 2002 nach ihm benannt.